# Raketna topnjača
Raketna topnjača je sodobna topnjača, katere glavno oborožitev predstavljajo raketni sistemi.
Sam tip se je pojavil med drugo svetovno vojno, medtem ko je postal primarni tip topnjač v zadnjem četrtini 20. stoletja.